# Ecuación paramétrica

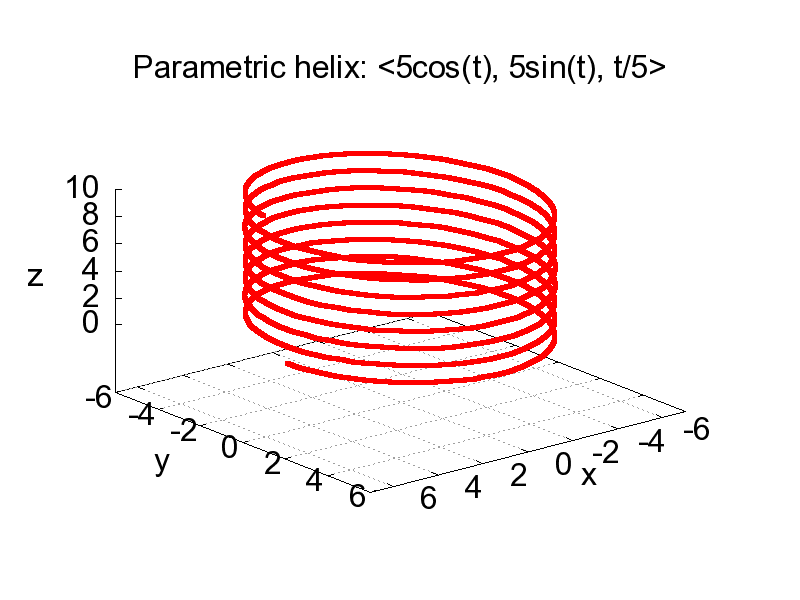
Puede describirse una hélice con la ecuación paramétrica. Al variar el valor de t, se obtienen los distintos puntos de la curva.

En matemáticas, un sistema de ecuaciones paramétricas permite representar una curva o superficie en el plano o en el espacio, mediante valores que recorren un intervalo de números reales, mediante una variable, llamada parámetro, considerando cada coordenada de un punto como una función dependiente del parámetro.
Un ejemplo simple de la cinemática, es cuando se usa un parámetro de tiempo {\displaystyle (t)} para determinar la posición y la velocidad de un móvil.

## Descripción
En el uso estándar del sistema de coordenadas, una o dos variables (dependiendo de si se utilizan dos o tres dimensiones respectivamente) son consideradas como variables independientes, mientras que la restante es la variable dependiente, con el valor de esta siendo equivalente al de la imagen de la función cuando los restantes valores son sus parámetros. Así por ejemplo la expresión de un punto cualquiera {\displaystyle (x,y)} equivale a la expresión {\displaystyle (x,f(x))}.
Esta representación tiene la limitación de requerir que la curva sea una función de {\displaystyle x} en {\displaystyle y}, es decir que todos los valores {\displaystyle x} tengan un solo valor {\displaystyle y} (y solamente uno) correspondiente en {\displaystyle y}. No todas las curvas cumplen con dicha condición. Para poder trabajar con la misma como si se tratara de una función, lo que se hace es elegir un dominio y una imagen diferentes, en donde la misma sí sea función. Para hacer esto, tanto {\displaystyle x} como {\displaystyle y} son considerados variables dependientes, cuyo resultado surge de una tercera variable (sin representación gráfica) conocida como «parámetro».
En algunos casos, ayuda a simplificar la derivación y la integración, en vez del caso {\displaystyle y=f(x)} o de {\displaystyle z=F(x,y)}. Un caso paradigmático, la representación de la cicloide por ecuaciones paramétricas.

### Ejemplo
Sea {\displaystyle 3x-2y-5=0} la ecuación general de una recta, entonces caben las ecuaciones paramétricas:
{\displaystyle {\begin{cases}x=&2t+5\\y=&3t+5\end{cases}}}, {\displaystyle t\in {\mathbb {R} }}

### Otro ejemplo para aclarar

Cuando se toma un intervalo en el eje t, los puntos c(t) = (t, t^{2}) describen una parábola.

Dada la ecuación {\displaystyle y=x^{2},} una parametrización tendrá la forma {\displaystyle {\begin{cases}x=u(t)\\y=v(t)\end{cases}}}, {\displaystyle t\in {\mathbb {R} }}
Una parametrización posible sería {\displaystyle {\begin{cases}x=t\\y=t^{2}\end{cases}}}, {\displaystyle t\in {\mathbb {R} }}
Se debe destacar que para cada curva existen infinitas parametrizaciones posibles. Una en donde {\displaystyle x} e {\displaystyle y} equivaliesen a {\displaystyle 2U} y {\displaystyle 4U^{2}} con {\displaystyle U\in {\mathbb {R} }}, respectivamente, sería igualmente válida. La diferencia sería que, para encontrar un punto determinado (a, b) de la curva, el valor del parámetro sería diferente en cada caso. Con el ejemplo dado, el punto (2, 4) de la curva aparecería en la primera parametrización cuando t = 2, y en el segundo cuando U = 1. 

## Curvas notables

### Circunferencia

Ecuación paramétrica de la circunferencia goniométrica. La variable t es el ángulo y sus puntos son: (x, y) = (cost, sint).

Una circunferencia con centro en el origen de coordenadas y radio r verifica que {\displaystyle x^{2}+y^{2}=r^{2}}
Una expresión paramétrica es {\displaystyle {\begin{cases}x=r\cos t\\y=r\sin t\end{cases}}}, {\displaystyle t\in {\mathbb {R} }}

### Elipse
Una elipse con centro en {\displaystyle (x_{0},y_{0})}, que se interseca con el eje {\displaystyle x} en {\displaystyle (x_{0}\pm a,0)}, y con el eje {\displaystyle y} en {\displaystyle (0,y_{0}\pm b)}, verifica que {\displaystyle {\frac {(x-x_{0})^{2}}{a^{2}}}+{\frac {(y-y_{0})^{2}}{b^{2}}}=1}.
Una expresión paramétrica es {\displaystyle {\begin{cases}x=x_{0}+a\cos t\\y=y_{0}+b\sin t\end{cases}}}, {\displaystyle t\in {\mathbb {R} }}

### Otras curvas

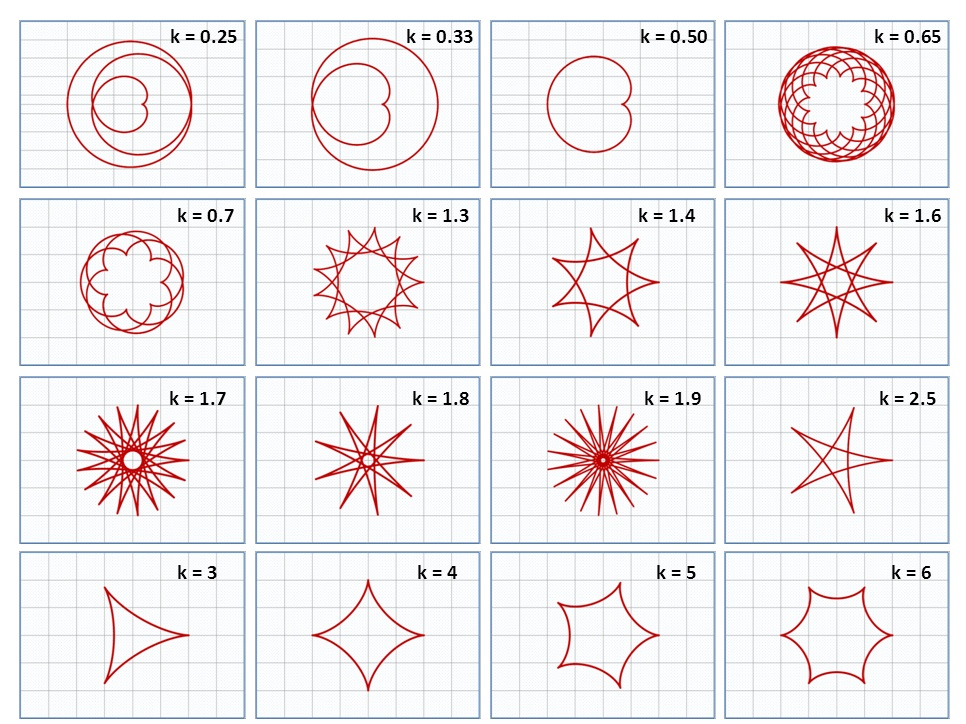
Diferentes figuras variando k

La expresión paramétrica de una función permite la construcción de una gran variedad de formas, simplemente variando alguna constante. A continuación se describe la función paramétrica:
{\displaystyle {\begin{cases}x=(a-b)\cos(t)\ +b\cos(t((a/b)-1))\\y=(a-b)\sin(t)\ -b\sin(t((a/b)-1))\end{cases}}}, {\displaystyle t\in {\mathbb {R} }}
que, para la cual, dependiendo del ratio {\displaystyle a/b} pueden obtenerse formas muy diversas.
En esta otra función se puede ver una gran variedad de formas en función de los exponentes {\displaystyle j} y {\displaystyle k}, variando los parámetros {\displaystyle a},{\displaystyle b},{\displaystyle c} y {\displaystyle d}.
{\displaystyle {\begin{cases}x=\cos(at)-\cos(bt)^{j}\\y=\sin(ct)-\sin(dt)^{k}\end{cases}}}, {\displaystyle t\in {\mathbb {R} }}
A continuación ejemplos para {\displaystyle j=3}, {\displaystyle k=3} y {\displaystyle j=3}, {\displaystyle k=4}.

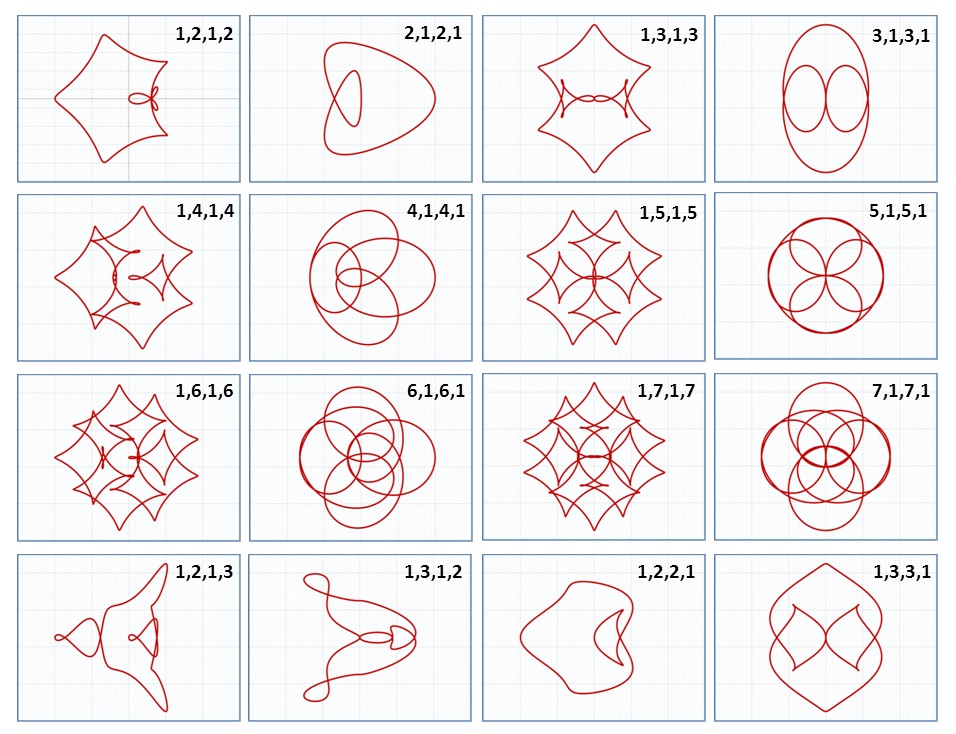
j=3 k=3
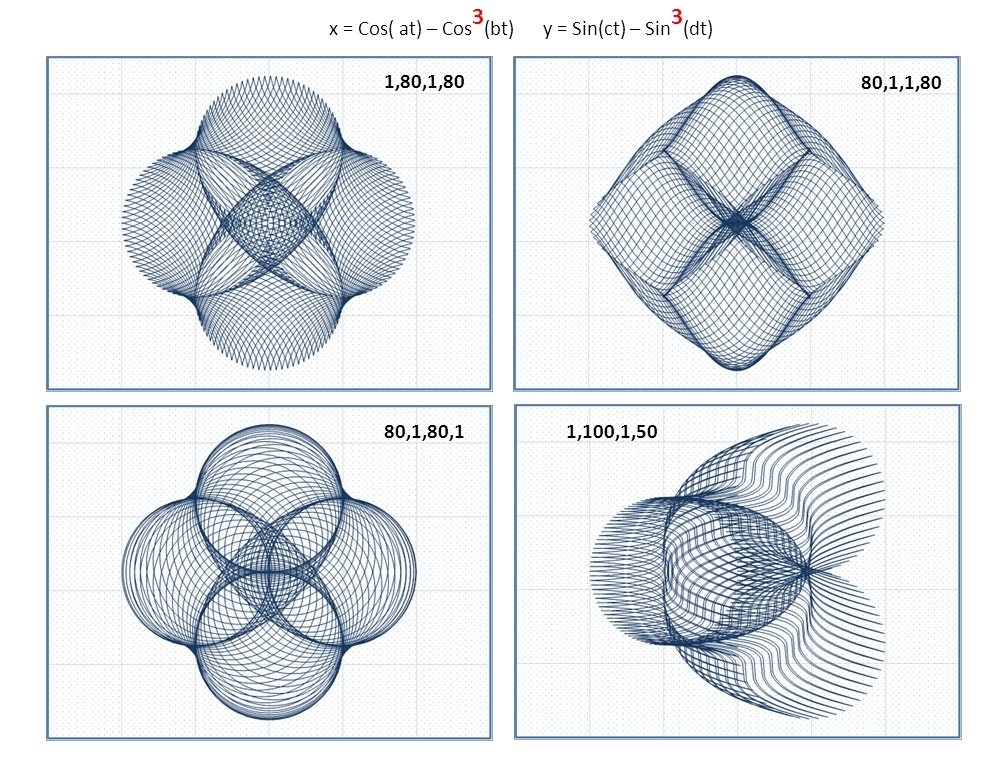
j=3 k=3
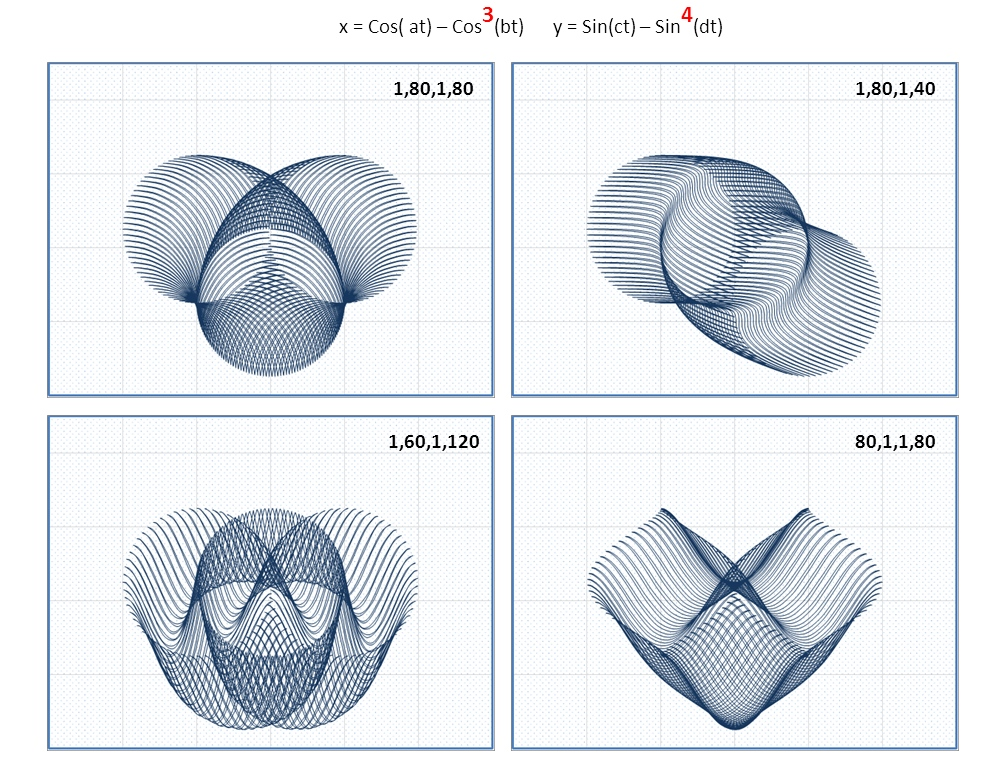
j=3 k=4
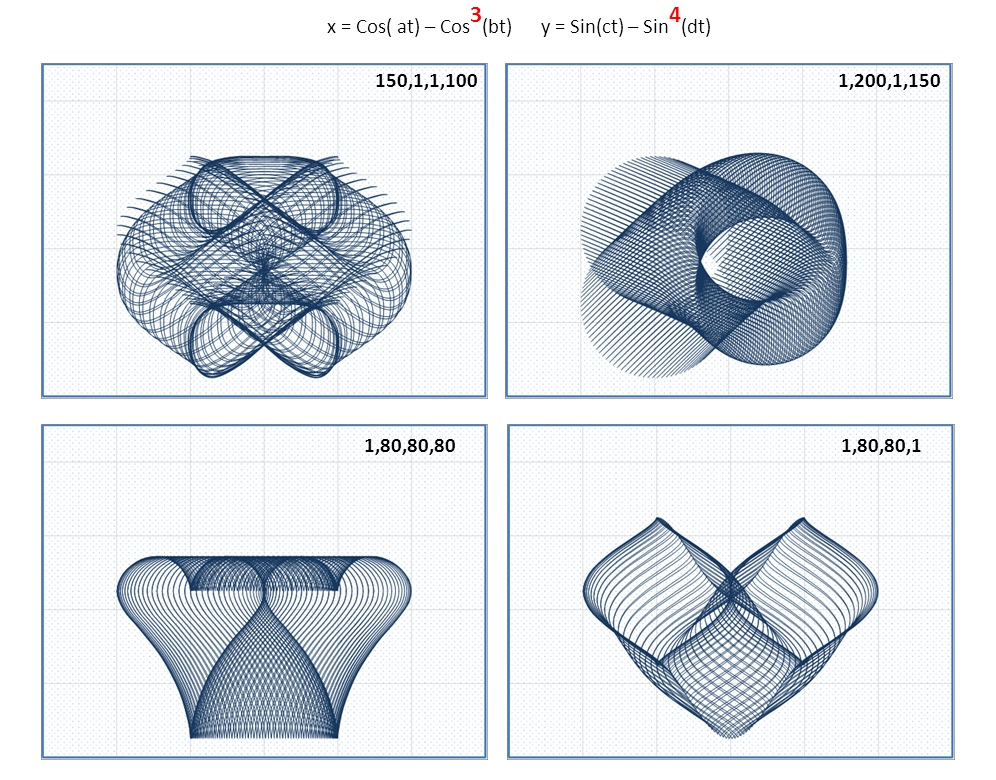
j=3 k=4
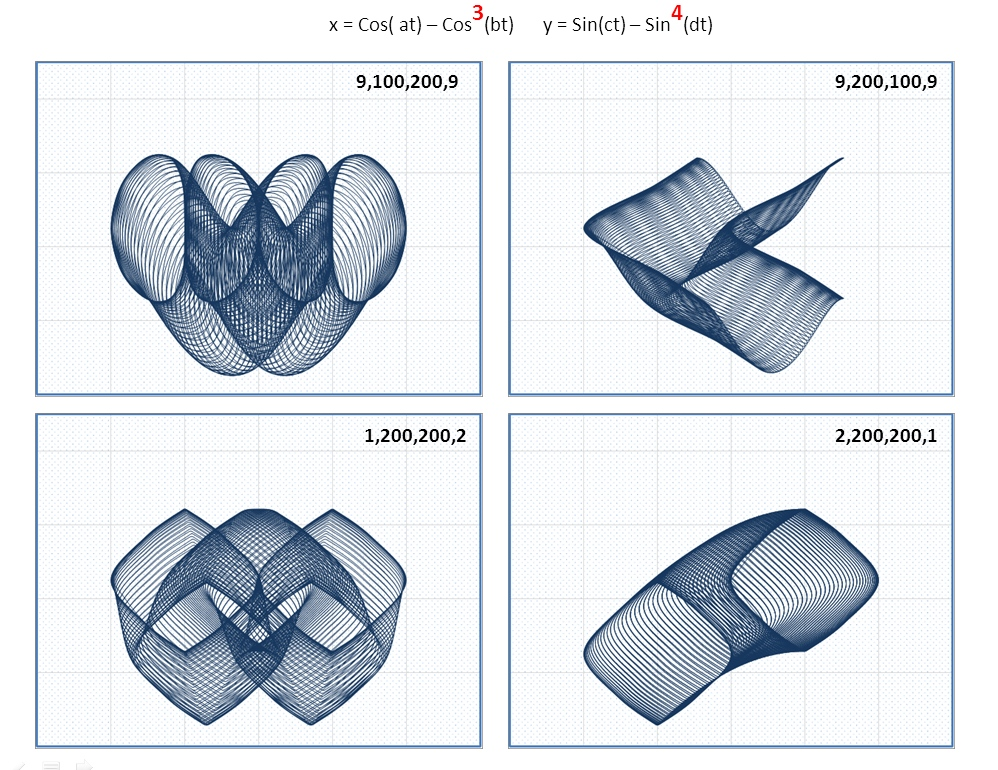
j=3 k=4

A continuación se describe otra función donde puede obtenerse una gran diversidad de formas, variando el valor de las constantes: i,j,a,b,c,d,e.
{\displaystyle {\begin{cases}x=i\cos(at)-\cos(bt)\sin(ct)\\y=j\sin(dt)-\sin(et)\end{cases}}}, {\displaystyle t\in {\mathbb {R} }}

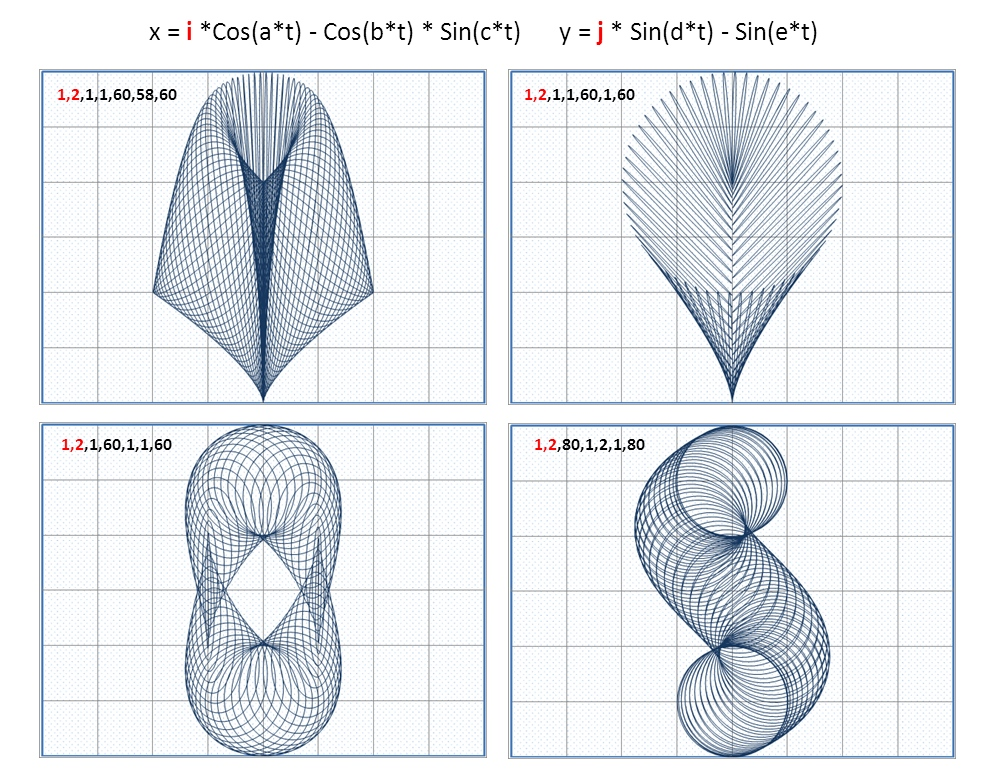
i=1 j=2

Las ecuaciones paramétricas a menudo describen bellas figuras.

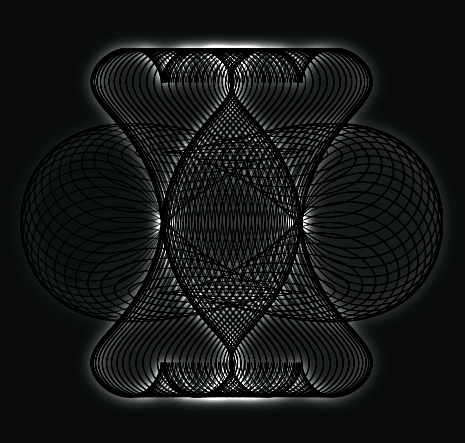
Representación gráfica de tres funciones paramétricas
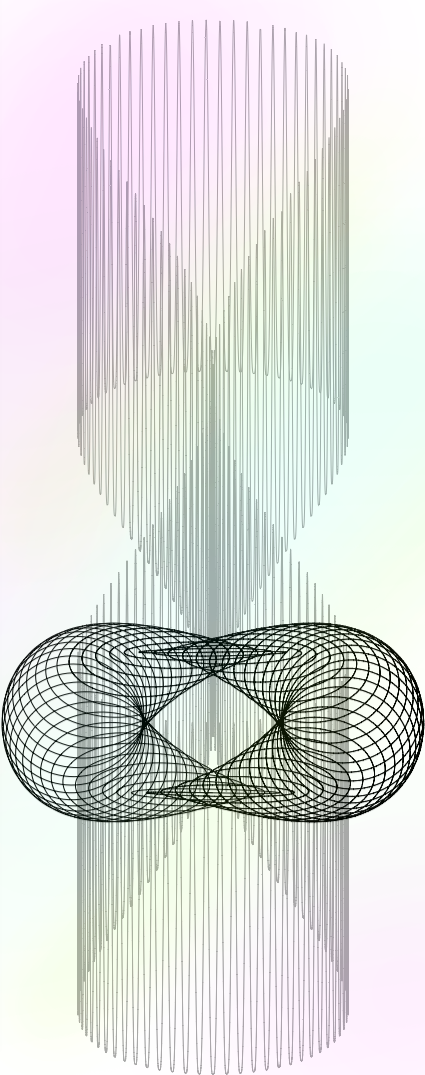
Representación gráfica de dos funciones paramétricas
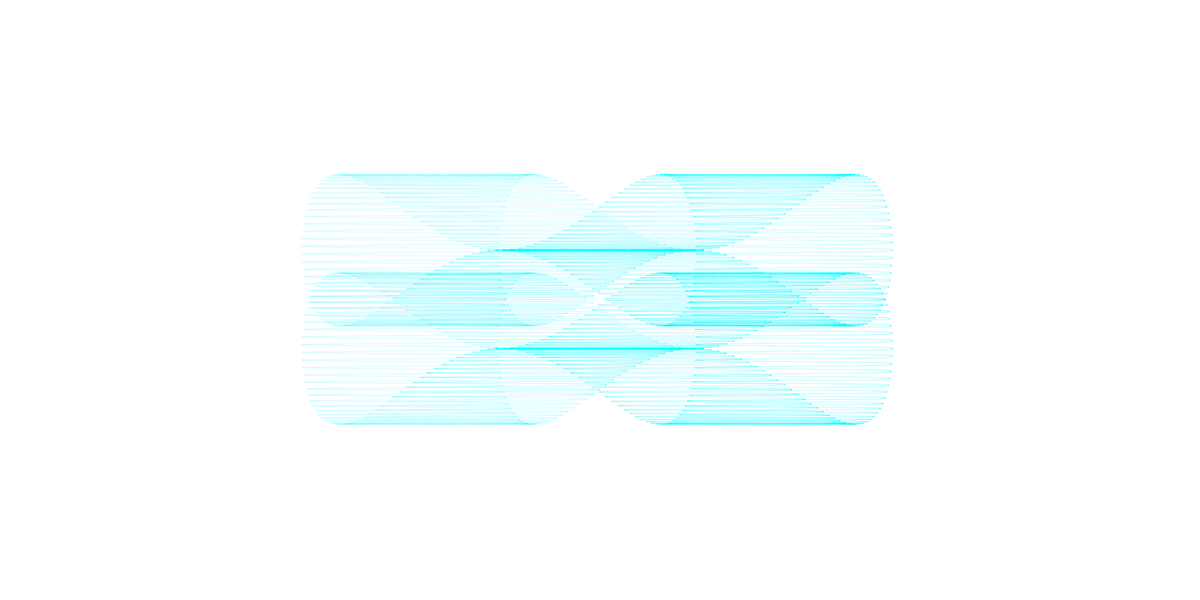
Representación gráfica de dos funciones paramétricas

## Representación paramétrica de una curva
La representación paramétrica de una curvatura en un espacio n-dimensional consiste en n funciones de una variable t que en este caso es la variable independiente o parámetro (habitualmente se considera que t es un número real y que los puntos del espacio n-dimensional están representados por n coordenadas reales), de la forma {\displaystyle x_{i}=f_{i}(t),\,f_{i}:[a,b]\rightarrow {\mathbb {R} }}, donde {\displaystyle x_{i}} representa la i-ésima coordenada del punto generado al asignar valores del intervalo [a, b] a t. Por ejemplo, para representar una curva en el espacio se usan 3 funciones x = x(t), y = y(t), z = z(t)
Es común que se exija que el intervalo [a, b] sea tal que a cada punto {\displaystyle a\leq t<b} le corresponda un punto distinto de la curva; si las coordenadas del punto obtenido al hacer t = a son las mismas del punto correspondiente a t = b la curva se denomina cerrada.
Se dice que un punto de la curva correspondiente a un valor t del intervalo es un punto ordinario si las derivadas de las funciones paramétricas existen en y son continuas en ese punto y al menos una es distinta de 0. Si un arco de curva está compuesto solamente de puntos ordinarios se denomina suave.
Es común resumir las ecuaciones paramétricas de una curva en una sola ecuación vectorial 
{\displaystyle {\vec {r}}(t)=\sum _{k=1}^{n}f_{k}(t){\hat {e}}_{k}=f_{1}(t){\hat {e}}_{1}+f_{2}(t){\hat {e}}_{2}+\dots +f_{n}(t){\hat {e}}_{n}\in {\mathbb {R} }^{n},}
donde {\displaystyle {\hat {e}}_{k}} representa al vector unitario correspondiente a la coordenada {\displaystyle k}-ésima.
Por ejemplo, las funciones paramétricas de un círculo unitario con centro en el origen son x = cos t, y = sen t. Podemos reunir estas ecuaciones como una sola ecuación de la forma 
{\displaystyle {\vec {r}}(t)=\cos(t){\hat {i}}+\sin(t){\hat {j}}}
siendo {\displaystyle \scriptstyle \left\{{\hat {i}},{\hat {j}}\right\}} la base usual del espacio bidimensional real.